# Ernest Vessiot
Ernest Vessiot   (Marsella, 8 de març de 1865 - La Bauche, 17 d'octubre de 1952) va ser un matemàtic francès.

## Vida i obra
Vessiot era fill d'un professor d'institut que després va ser inspector general d'ensenyament primari. La seva infància es va desenvolupar, doncs, en un ambient acadèmic. Va estudiar al institut de Marsella (Lycée Thiers) i, a partir de 1884, a l'École Normale Supérieure de París, en la qual es va graduar el 1887.
L'any següent va ser nomenat professor del Lycée Ampère de Lió mentre continuava estudiant pel seu doctorat, que va obtenir el 1892, amb una tesi que estenia els resultats de Galois a les equacions diferencials lineals.
De 1892 a 1897 va ser professor associat a les universitats de Lió i de Tolosa, De 1897 fins a 1910 va ser professor titular de la universitat de Lió. De 1910 fins a la seva jubilació el 1935 va ser professor de la universitat de París. A més, a partir de 1927 va ser director de l'École Normale Supérieure.
Vessiot és recordat per haver estat l'iniciador de la teoria de Picard-Vessiot amb, precisament, la seva tesi doctoral de 1892. L'ingredient essencial d'aquesta teoria és el fet que el grup de Galois de les equacions diferencials ordinàries lineals i homogènies és un grup algebraic; això permet la plena utilització de la teoria de Lie al seu estudi.